# Гельветика
Гельве́тика (лат. Helvetica) — широко используемая гарнитура без засечек, разработанная в 1957 году швейцарским типографом Максом Мидингером при участии Эдуарда Хоффмана.
Первоначально она носила название «Новый причудливый Хаас» (Neue Haas Grotesk), однако в 1960 году название «Новый причудливый» (неогротеск) пришлось изменить по указанию головной компании Stempel Type Foundry; сначала было предложено название «Гельвеция» (лат. Helvetia) — устаревшее латинское наименование Швейцарии, однако в итоге было принято название Helvetica, что в переводе с латинского означает «Швейцарская». За прошедшие годы был выпущен широкий спектр вариаций, обладающих разными начертаниями, шириной и размерами, а также поддерживающих ряд остальных языков, использующих отличный от латинского алфавит. Её использование стало отличительной чертой Швейцарского стиля, который возник в 1950-х и 60-х годах, став одним из самых популярных середины 20-го века. Примечательные особенности Гельветики в первоначальном виде включают огромную высоту, завершение штрихов на горизонтальных или вертикальных линиях и непривычно узкий интервал между буквами, которые в сочетании придают ей строгий, солидный внешний вид. В честь пятидесятилетия гарнитуры в 2007 году был выпущен одноимённый полнометражный документальный фильм, режиссёром которого выступил Гари Хастуит. Существуют разновидности для латинского, кириллического, греческого, японского, корейского, кхмерского, вьетнамского алфавитов, а также поддерживающие иврит, хинди, урду. Сейчас принадлежит Linotype.

## История

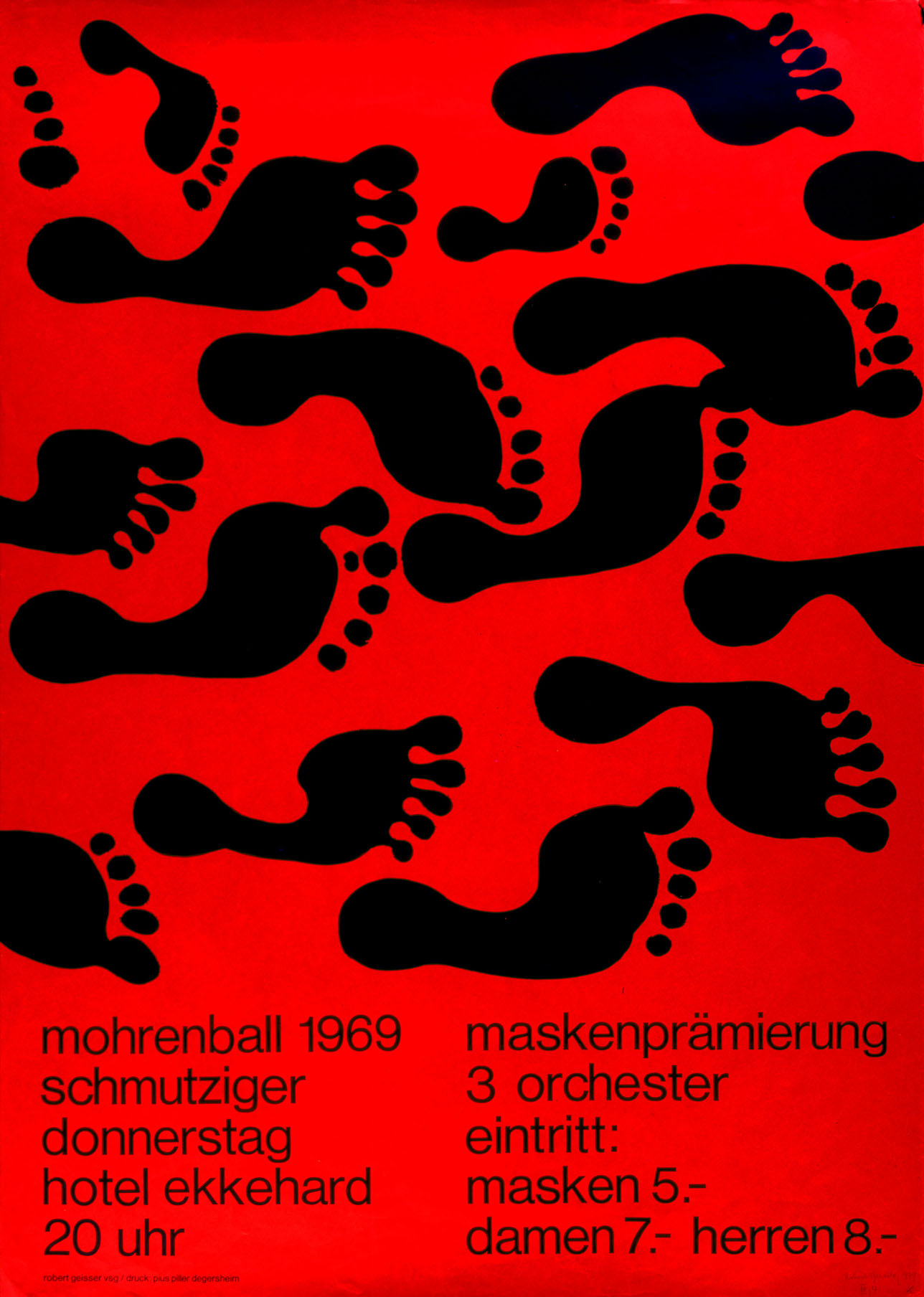
Плакат Роберта Гейссера 1969 года. Один из классических образцов Швейцарского стиля. Здесь используется Гельветика или близкая ей гарнитура.

Гарнитура была разработана словолитней Haas Type Foundry в Мюнхенштайне, Швейцария. Дизайнеры намеревались создать нейтральную гарнитуру, которая имела бы большую ясность, не имела внутреннего смысла в своей форме, могла бы использоваться на самых разных вывесках. Разработка была обусловлена тенденцией того времени — возрождением интереса к «гротескным» начертаниям без засечек среди европейских графических дизайнеров. Семейство было создано на основе знаменитого в 1890-е годы Акциденц-Гротеска (1896) от Berthold Type Foundry, а также Schelter-Grotesk (1880), других немецких, а также швейцарских образцов. В 1960 году название гарнитуры было изменено на Helvetica немецкой материнской компанией Haas Stempel Type Foundry с целью сделать семейство более востребованным на международном рынке. Оно происходит от лат. Helvetii — названия племён, населявших территорию современной Швейцарии. Стремясь соответствовать успеху Универса, Артур Ритцель из Stempel преобразовал Neue Haas Grotesk в огромное семейство. Популярность оказалась не за горами. Пол Шоу предполагает, что уже летом 1965 года Гельветика начала вытеснять Акциденц-Гротеск в Нью-Йорке, когда компания Amsterdam Continental, что импортировала европейские шрифты, перестала продвигать Акциденц-Гротеск, а вместо этого начала сосредотачиваться на Гельветике. Гарнитура также была доступна для систем фотонабора.
В конце 1970-х и 1980-х годов Linotype предоставила лицензию на Гельветику компаниям Xerox, Adobe, Apple, гарантируя её важность для цифровой печати. Это привело к тому, что версия была включена в компьютеры Macintosh, а Ариал — в компьютеры с Windows. Права на Гельветику теперь принадлежат Monotype Imaging, которая приобрела Linotype.

### Характерные черты
- Огромная высота букв, облегчающая чтение на расстоянии.
- Небольшой интервал между буквами.
- Наклонный, а не курсивный стиль, характерный почти для всех гротескных и неогротескных гарнитур.
- Широкие заглавные буквы одинаковой ширины, что особенно заметно в широких латинских E и F.
- Латинская буква S имеет прямоугольный вид.
- Закругленный квадратный хвост у латинской буквы R.
- Стержень цифры «7» изогнут, имеет вогнутую форму.
- Двухэтажная латинская буква a в стандартном неогротескном стиле и одноэтажная латинская g.

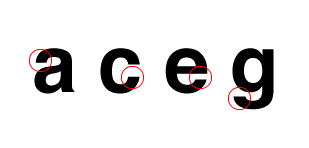
Узкая апертура Гельветики способствует равномерному, но насыщенному виду гарнитуры

Как и многие неогротескные гарнитуры, Гельветика имеет узкую апертуру, что ограничивает её читаемость на экране и при небольших размерах печати. Неогротеск также не обладает видимой разницей между латинскими буквами I в верхнем регистре и l в нижнем регистре. Интервал между буквами ориентирован на отображение в крупных размерах, что также может создавать проблемы для разборчивости. Другие шрифты, предназначенные для разборчивости при небольших размерах, такие как Вердана, Meta, Trebuchet, или моноширинные гарнитуры, например, Курьер, которая делает все буквы довольно широкими, могут быть более подходящими, чем Гельветика.

## Использование

Логотип итальянской компании Cassina S.p.A.[англ.]
Дорожный знак. Вена, 1973 г.
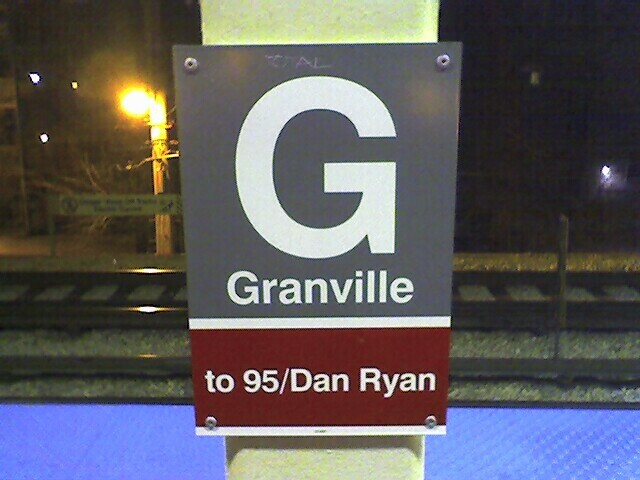
Знак из Чикагского метрополитена
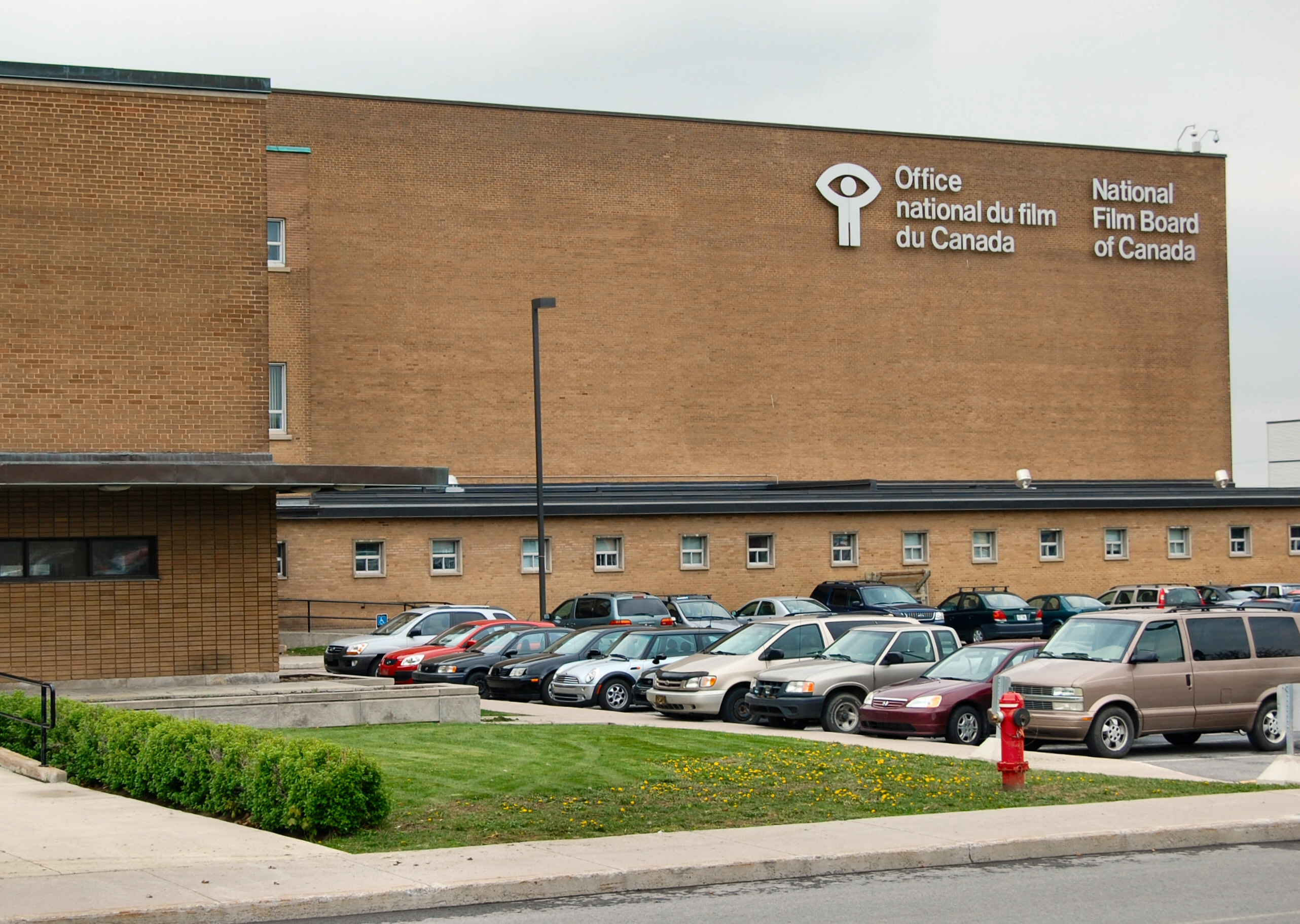
Логотип Канадской государственной службы кинематографии
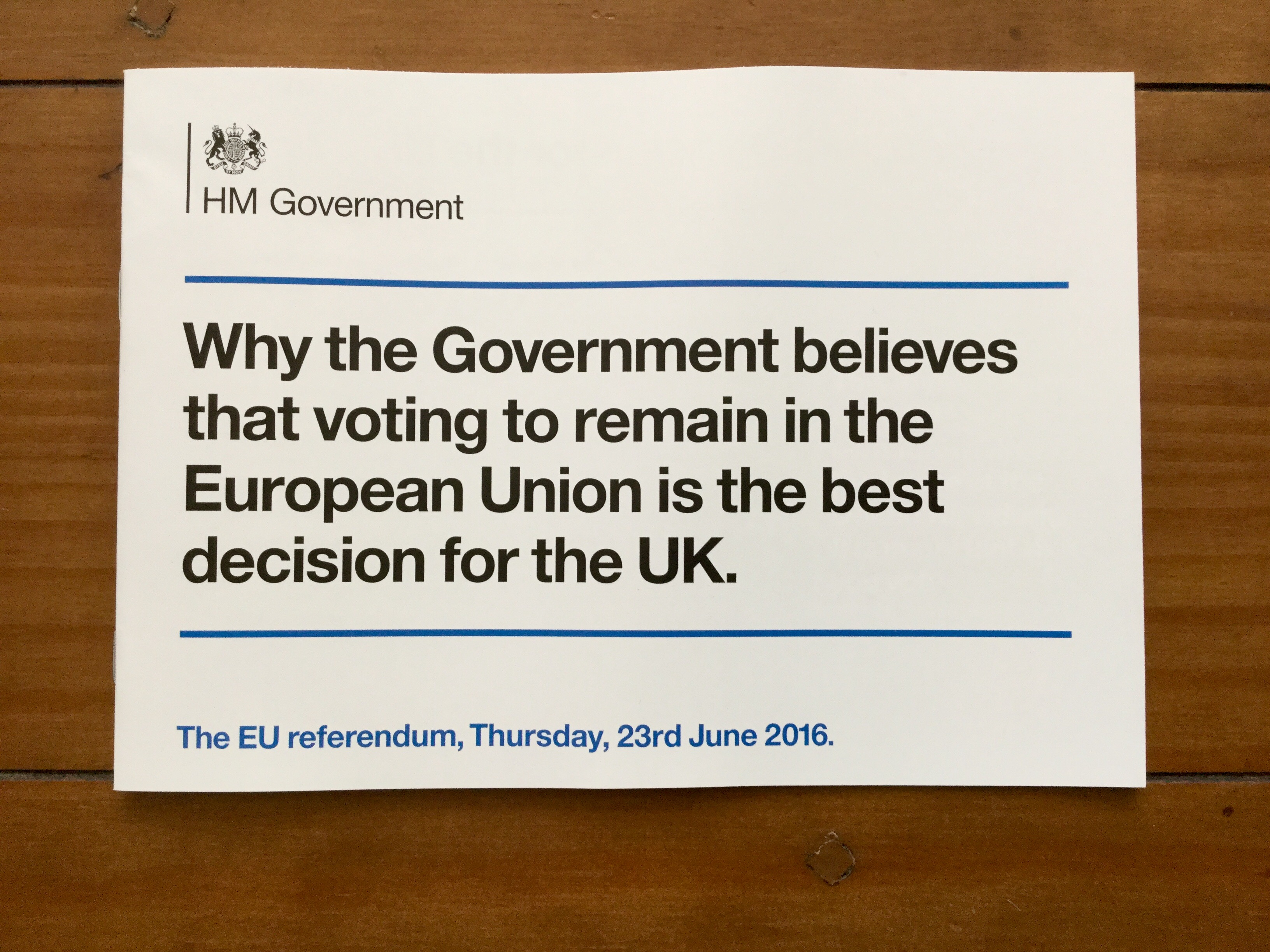
Брошюра Правительства Её Величества о референдуме в ЕС, 2016 г.
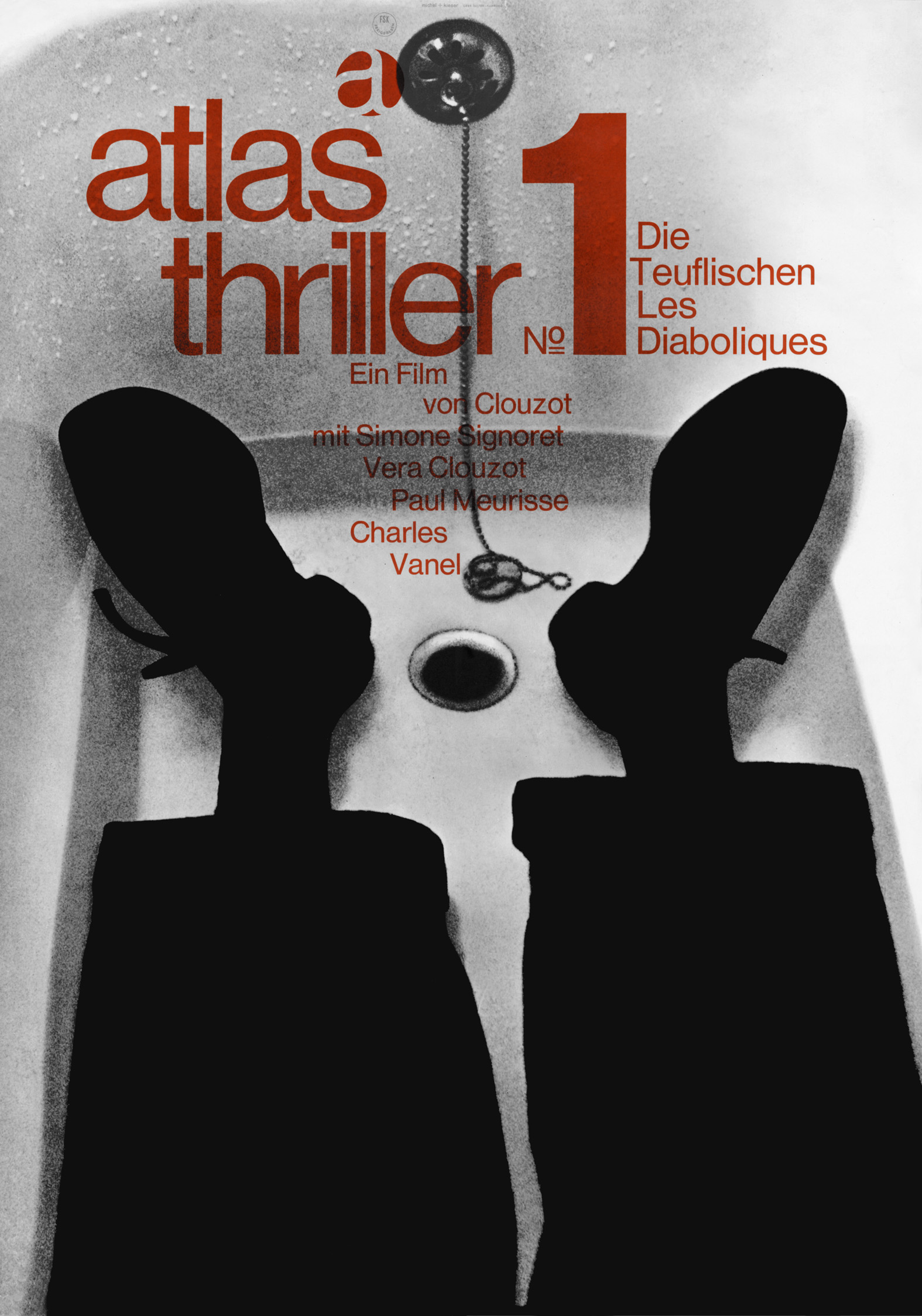
Постер к фильму «Дьяволицы», 1964 г.

Гельветика является одной из наиболее широко используемых гарнитур без засечек. Она широко используется в логотипах различных компаний. В частности, ей набраны логотипы 3M (включая логотип «Клейкой ленты Scotch»), Adult Swim, American Apparel, AGFA, AT&T, BASF, Behance, Blaupunkt, Bayer, BMW, Diaspora, ECM, Energizer, Funimation, General Motors, GM, Google, Husqvarna, Intel, J. C. Penney, Jeep, Kaiser Permanente, Knoll, Kroger, Kawasaki, LG (до 2015 г.), Lufthansa, Motorola, Nestlé, Nutella, Oath Inc., Olympus, Panasonic, Parmalat, Philippine Airlines, Placebo, Samsung, Sanyo, Sears, Seiko Epson, Skype, Stimorol, Target, Tupperware, Toyota, Texaco, Viceland, Verizon, Zanussi. Apple использовала Гельветику в качестве системного шрифта для iOS до 2015 г.
Гельветика использовалась как одна из главных гарнитур в рамках Швейцарского стиля. Также широко используется правительством США. Например, формы федерального подоходного налога набраны Гельветикой, а НАСА использовало гарнитуру на орбитальном аппарате космического корабля «Шаттл». Гельветика также используется в рейтинговой системе телевидения США. Канадское правительство также использует гарнитуру в качестве идентифицирующего семейства с тремя начертаниями, используемыми в программе фирменного стиля, и поощряет его использование во всех федеральных агентствах и на веб-сайтах.
В Европейском союзе по закону Гельветика должна использоваться для предупреждений о вреде для здоровья на табачных изделиях, таких как сигареты.
Она обычно используется при художественном оформлении на транспорте. Metropolitan Transportation Authority (MTA) одобрило Гельветику для использования на вывесках в 1989 году. С 1970 по 1989 год стандартной гарнитурой была Standard Medium, американская версия Акциденц-Гротеска, как это определено в Руководстве по графическим стандартам управления общественного транспорта г. Нью-Йорка от Unimark International. Система MTA всё ещё изобилует распространением подобных гарнитур, включая Ариал, в дополнение к некоторым старым знакам, набранным гарнитурой Medium Standard, а также нескольким символам опасности, для набора которых была использована Helvetica Narrow. Гельветика также используется в вашингтонском метрополитене, Чикагском метрополитене, филадельфийском SEPTA, а также мадридском метрополитене. Кроме того, бывший государственный оператор железнодорожного транспорта Великобритании разработал собственную гарнитуру Rail Alphabet на основе Гельветики, которая также была принята Национальной службой здравоохранения и Управлением британских аэропортов.
Гарнитура была вытеснена из некоторых сфер использования в 1990-х годах по причине возросшей доступности других в цифровых настольных издательских системах, а также критики со стороны дизайнеров шрифтов, включая Эрика Шпикерманна и Мартина Майора, которые раскритиковали проект за его вездесущность и чрезмерное использование. Майор охарактеризовал Гельветику как «довольно дешёвую» из-за того, что она не смогла уйти от модели Акциденц-Гротеска.
IBM использовала Helvetica Neue в качестве корпоративной гарнитуры вплоть до 2017 года, ежегодно тратя более 1 млн долларов на лицензионные сборы. В 2017 году компания перешла на изготовленное на заказ надсемейство IBM Plex, сделав вывод, что изготовленная на заказ гарнитура с открытым исходным кодом будет более уникальной и практичной, поскольку её можно будет свободно распространять и устанавливать без проблем с правами.

## Освещение в СМИ
- В 1976 году Лесли Саван, писательницей о рекламе в The Village Voice, было написано эссе о публичном образе Гельветики как гарнитуры, используемой в сфере бизнеса, а также правительством[31]. Позже оно было включено в книгу The Sponsored Life[32].
- В 2007 году Linotype GmbH провела Helvetica NOW Poster Contest с целью отметить 50-летие шрифта[33][34].
- С апреля 2007 года по март 2008 года в Нью-Йоркском музее современного искусства была представлена выставка под названием 50 Years of Helvetica[35]. В 2011 году в Дизайн-Хабе Барселоны была представлена выставка под названием Helvetica. A New Typeface? Выставка включала хронологию Helvetica за последние пятьдесят лет, её предшественников, а также последующее влияние, в том числе в данной сфере.
- В 2011 году одна из первоапрельских шуток Google была посвящена использованию гарнитуры. Если пользователь пытался осуществить поиск по запросу Helvetica с помощью поисковой системы, результаты отображались семейством Comic Sans[36].

## Разновидности

Сравнение некоторых символов из таких гарнитур, как Акциденц-Гротеск, Фолио, Гельветика и Univers 55

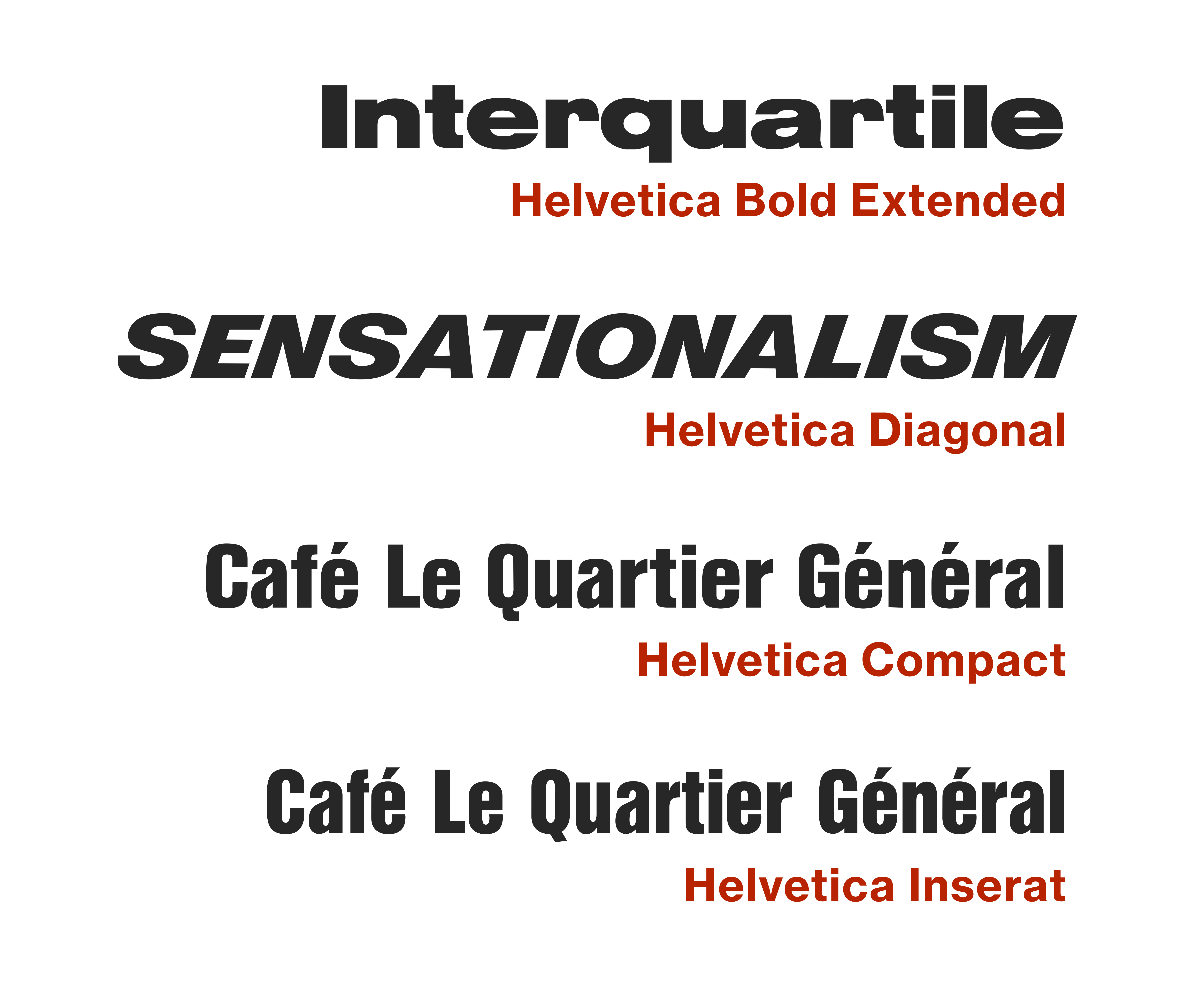
Был выпущен ряд необычных адаптаций Гельветики, которые расходятся с оригинальным дизайном

Совсем скоро было выпущено огромное количество разновидностей гарнитуры с целью расширить её популярность, включая дополнительные начертания, а также обеспечение поддержки различных языков.

### Helvetica Light
Helvetica Light, одна из разновидностей гарнитуры, была разработана арт-директором Stempel Эрихом Шульц-Анкером совместно с Артуром Ритцелем.

### Helvetica Inserat (1966[38])
Helvetica Inserat — разновидность, которая была создана немецкой компанией Stempel в первую очередь для использования в рекламной индустрии. Это узкая, однако более уплотнённая вариация, чем Helvetica Black Condensed. Это придаёт символам квадратный вид, как у Schmalfette Grotesk.

### Helvetica Compressed (1966)
Разработана Мэттью Картером совместно с Ханс-Юргом Хунцикером для фотонабора. Некоторые элементы подобны таковым из Helvetica Inserat, однако здесь используется изогнутый хвост в латинской Q, направленная вниз ветвь в латинской r, а символ фунта внизу обзавёлся тильдой. Картер заявил, что на практике адаптация была спроектирована так, чтобы походить на Schmalfette Grotesk, а также конкурировать с Impact и Compacta, поскольку этот стиль был популярен в то время. Картер, который также позже спроектировал Helvetica Greek, в 1961 году разработал модернизированную версию Акциденц-Гротеска для вывесок в аэропорту Хитроу. Семейство состоит из шрифтов Helvetica Compressed, Helvetica Extra Compressed, Helvetica Ultra Compressed, а позже было оцифровано.

### Helvetica Rounded (1978[41])
Helvetica Rounded — разновидность со скругленными окончаниями штрихов.

### Helvetica Narrow
Helvetica Narrow — разновидность с суженными пропорциями знаков, ширина букв в которой находится между таковой в Helvetica Compressed, а также Helvetica Condensed. Гарнитура была разработана, когда в ПЗУ принтера было очень мало места, поэтому она была создана путём математического сжатия Helvetica до 82 % от исходной ширины, что привело к искажению формы букв. Из-за проблем с искажением Adobe отказалась от Helvetica Narrow в своём релизе Helvetica в формате OpenType, рекомендуя пользователям вместо этого выбирать Helvetica Condensed.

### Helvetica Textbook
Helvetica Textbook представляет собой альтернативную разновидность гарнитуры, в которой используются стилистические альтернативы.

### Поддержка различных языков
В 1971 году Мэттью Картер разработал Helvetica Greek. В 1970-х годах Stempel разработала разновидность, поддерживающую кириллический алфавит. Затем разновидность подверглась критике, а также переработке в 1992 году по совету Йовицы Вельовича, хотя пиратская версия уже была создана в 1963 году российскими дизайнерами Максимом Жуковым и Юрием Курбатовым.

## Neue Helvetica (1983)

Различия по насыщенности шрифтов, что были созданы для Helvetica Neue

Helvetica Neue — переработанная гарнитура с более структурно унифицированным набором высоты и ширины. Также была улучшена разборчивость, знаки препинания стали крупнее, а интервал был увеличен. Семейство шрифтов состоит из 51 начертания, включая 9 начертаний в 3 вариациях ширины — 8 в вариациях обычной ширины, 9 в уплотнённых, а также 8 в разреженных. Корпорация Linotype распространяла Helvetica Neue на компакт-дисках.
Оно было спроектировано дочерней компанией Linotype D. Stempel AG. Арт-директором выступил Вольфганг Шимпф, а его помощником — Райнхард Хаус. Менеджером самого проекта выступил Рене Керфанте.
Дизайнер Кристиан Шварц, который позже выпустит свою собственную оцифровку оригинальных начертаний Гельветики, выразил разочарование этой, а также некоторыми другими цифровыми версиями гарнитуры. В iOS сначала использовалась Гельветика, а затем Helvetica Neue в качестве системного шрифта. Все релизы macOS вплоть до OS X Yosemite использовали Lucida Grande в качестве системного шрифта. Helvetica Neue, которая использовалась в тех же целях в OS X 10.10, была специально доработана. Apple была намерена обеспечить единообразный опыт для людей, использующих как iOS, так и OS X. Apple заменила Helvetica Neue на San Francisco в iOS 9, а также OS X El Capitan.